# Carl Ludwig Siegel
Carl Ludwig Siegel (31 de diciembre de 1896 - 4 de abril de 1981) fue un matemático especializado en la teoría de números.

## Biografía
Siegel nació en Berlín, donde se matriculó en 1915 en la Universidad Humboldt como estudiante de matemáticas, astronomía y física. Entre sus maestros estuvieron Max Planck y Ferdinand Georg Frobenius, cuya influencia hizo al joven Siegel abandonar la astronomía y que siguiera la teoría de los números.
En 1917 fue enrolado en el Ejército alemán y tuvo que interrumpir sus estudios. Después de la Primera Guerra Mundial, se matriculó en la Universidad de Gotinga, donde estudió con Edmund Landau, que fue supervisor de su tesis de doctorado (Ph.D. en 1920). Se quedó en Gotinga como asistente de investigación; muchos de sus resultados pioneros fueron publicados durante este período. En 1922, fue nombrado profesor de la Johann Wolfgang Goethe-Universität.

## Carrera
En 1938, regresó a Gotinga antes de emigrar en 1940 a través de Noruega a los Estados Unidos, donde se incorporó al Instituto de Estudios Avanzados en la Universidad de Princeton, donde ya había pasado un año sabático en 1935. Él regresó a Gotinga sólo después de la Segunda Guerra Mundial, cuando aceptó un puesto como profesor en 1951, que mantuvo hasta su jubilación en 1959.
El trabajo de Siegel en teoría de números y ecuaciones de Diofanto de la mecánica celeste y, en particular, le ganó numerosos honores. En 1978, fue galardonado con el premio Wolf en Matemáticas, uno de los más prestigiosas en el campo.